# Championnat des Philippines de football 2017
Navigation
Édition précédente Édition suivante
La saison 2017 du Championnat des Philippines de football est la 1re édition du championnat de première division professionnel aux Philippines sous l'appellation Philippines Football League. Le championnat est officiellement lancé le 21 avril 2017 au Shangri-La at the Fort à Taguig, et le premier match de la saison se joue le 6 mai 2017.

## Équipes

### Localisation
| \| Clubs du Grand Manille JP Voltes (Marikina) Kaya (Makati) Meralco (Manille) Grand Manille Ceres Aguilas Global Ilocos Stallion \| Localisation des clubs |
| Clubs du Grand Manille JP Voltes (Marikina) Kaya (Makati) Meralco (Manille) Grand Manille Ceres Aguilas Global Ilocos Stallion                              |

### Participants
Le 1er avril 2017, la PFF confirme la participation de 8 clubs.
| Club            | Localisation | Localisation      | Entraîneur      | Depuis | Capitaine          | Stade                    | Capacité théorique |
| Club            | Ville        | Province          | Entraîneur      | Depuis | Capitaine          | Stade                    | Capacité théorique |
| --------------- | ------------ | ----------------- | --------------- | ------ | ------------------ | ------------------------ | ------------------ |
| Ceres-Negros    | Bacolod      | Negros occidental | Risto Vidaković | 2016   | Carli de Murga     | Stade Panaad             | 8 000              |
| Davao Aguilas   | Tagum        | Davao du Nord     | Marlon Maro     | 2017   | Jason Cordova      | Stade DNSTC              | 3 000              |
| Global Cebu     | Cebu         | Cebu              | Akbar Nawas     | 2017   | Misagh Bahadoran   | Cebu City Sports Complex | 5 500              |
| Ilocos United   | Vigan        | Ilocos Sur        | Ian Gillan      | 2017   | John Kanayama      | Stade Quirino            | 5 000              |
| JPV Marikina    | Marikina     | Grand Manille     | Dan Padernal    | 2017   | Masaki Yanagawa    | Stade Marikina           |                    |
| Kaya FC         | Makati       | Grand Manille     | Noel Marcaida   | 2017   | Alexander Borromeo | Stade UMak               | 4 000              |
| Meralco Manille | Manille      | Grand Manille     | Aris Caslib     | 2016   | James Younghusband | Stade Rizal Memorial     | 12 873             |
| Stallion Laguna | Biñan        | Laguna            | Ernest Nierras  | 2012   | Ruben Doctora      | Stade Biñan              | 2 600              |

### Changements d'entraîneurs
| Équipe        | Entraîneur sortant     | Motif            | Date de départ    | Entraîneur entrant     | Date d'arrivée    |
| ------------- | ---------------------- | ---------------- | ----------------- | ---------------------- | ----------------- |
| Global Cebu   | Toshiaki Imai          | Démission        | 15 mai 2017       | Marjo Allado (intérim) | 15 mai 2017       |
| Global Cebu   | Marjo Allado (intérim) | Fin de l'intérim | 21 juin 2017      | Akbar Nawas            | 21 juin 2017      |
| Davao Aguilas | Gary Phillips          | Renvoi           | 20 septembre 2017 | Marlon Maro            | 20 septembre 2017 |

## Saison régulière
Le classement est calculé avec le barème de points suivant : une victoire vaut trois points, le match nul un. La défaite ne rapporte aucun point.
Critères de départage :
1. plus grand nombre de points ;
2. plus grande différence de buts générale ;
3. plus grand nombre de buts marqués ;
4. plus grande différence de buts particulière

| Rang | Équipe          | Pts | J  | G  | N  | P  | Bp | Bc | Diff |
| ---- | --------------- | --- | -- | -- | -- | -- | -- | -- | ---- |
| 1    | Meralco Manille | 58  | 28 | 17 | 7  | 4  | 43 | 33 | +10  |
| 2    | Ceres-Negros    | 57  | 28 | 17 | 6  | 5  | 76 | 27 | +49  |
| 3    | Kaya FC         | 47  | 28 | 14 | 5  | 9  | 52 | 35 | +17  |
| 4    | Global Cebu     | 47  | 28 | 13 | 8  | 7  | 47 | 37 | +10  |
| 5    | Stallion Laguna | 35  | 28 | 9  | 8  | 11 | 39 | 49 | -10  |
| 6    | JPV Marikina    | 33  | 28 | 9  | 6  | 13 | 42 | 48 | -6   |
| 7    | Davao Aguilas   | 22  | 28 | 4  | 10 | 14 | 35 | 56 | -21  |
| 8    | Ilocos United   | 9   | 28 | 1  | 6  | 21 | 24 | 73 | -49  |

- Équipes qualifiée pour les séries éliminatoires

## Séries éliminatoires

### Tableau
|  | Demi-finale          | Demi-finale          | Demi-finale          | Demi-finale          |                               |             | Finale           | Finale           | Finale           | Finale           |
|  |                      |                      |                      |                      |                               |             |                  |                  |                  |                  |
|  | 2 et 9 décembre 2017 | 2 et 9 décembre 2017 | 2 et 9 décembre 2017 | 2 et 9 décembre 2017 |                               |             | 16 décembre 2017 | 16 décembre 2017 | 16 décembre 2017 | 16 décembre 2017 |
|  | 1                    | Meralco Manille      | 1                    | 1                    |                               |             | 16 décembre 2017 | 16 décembre 2017 | 16 décembre 2017 | 16 décembre 2017 |
|  | 1                    | Meralco Manille      | 1                    | 1                    |                               |             | 16 décembre 2017 | 16 décembre 2017 | 16 décembre 2017 | 16 décembre 2017 |
|  | 4                    | Global Cebu          | 2                    | 1                    |                               |             | 16 décembre 2017 | 16 décembre 2017 | 16 décembre 2017 | 16 décembre 2017 |
|  | 4                    | Global Cebu          | 2                    | 1                    | Global Cebu                   | Global Cebu | 1                | 1                |                  |                  |
|  | 3 et 9 décembre 2017 |                      |                      |                      | Global Cebu                   | Global Cebu | 1                | 1                |                  |                  |
|  |                      |                      | Ceres-Negros         | Ceres-Negros         | 4                             | 4           |                  |                  |                  |                  |
|  | 2                    | Ceres-Negros         | Ceres-Negros         | Ceres-Negros         | 4                             | 4           | 1                | 2                |                  |                  |
|  | 2                    | Ceres-Negros         |                      |                      |                               |             |                  | 2                |                  |                  |
|  | 3                    | Kaya–Makati          | 0                    | 1                    |                               |             |                  |                  |                  |                  |
|  | 3                    | Kaya–Makati          | 0                    | 1                    | Match pour la troisième place |             |                  |                  |                  |                  |
|  |                      |                      |                      |                      |                               |             |                  |                  |                  |                  |
|  | 15 décembre 2017     |                      |                      |                      |                               |             |                  |                  |                  |                  |
|  | Meralco Manille      | Meralco Manille      | 3                    | 3                    |                               |             |                  |                  |                  |                  |
|  | Meralco Manille      | Meralco Manille      | 3                    | 3                    |                               |             |                  |                  |                  |                  |
|  | Kaya–Makati          | Kaya–Makati          | 1                    | 1                    |                               |             |                  |                  |                  |                  |
|  | Kaya–Makati          | Kaya–Makati          | 1                    | 1                    |                               |             |                  |                  |                  |                  |

### Résultats

#### Demi-finales
| 2 décembre 2017 | Global Cebu               | 2 - 1   | Meralco Manille      | Stade Rizal Memorial, Manille |                            |
| 19:00 UTC+8     | Santos 90eMinegishi 90+2e | (0 - 0) | 61e (pen.) Minniecon | Arbitrage : Linjun Talaver    | Arbitrage : Linjun Talaver |

| 9 décembre 2017 | Meralco Manille | 1 - 1   | Global Cebu | Stade Rizal Memorial, Manille |                           |
| 19:00 UTC+8     | Dizon 2e        | (1 - 0) | 83e Rufo    | Arbitrage : Ariel Montana     | Arbitrage : Ariel Montana |

| 3 décembre 2017 | Kaya FC | 0 - 1   | Ceres-Negros  | Stade UMak, Makati            |                               |
| 16:00 UTC+8     |         | (0 - 0) | 90+2e Schröck | Arbitrage : Clifford Daypuyat | Arbitrage : Clifford Daypuyat |

| 9 décembre 2017 | Ceres-Negros         | 2 - 1   | Kaya FC    | Stade Panaad, Bacolod        |                              |
| 19:00 UTC+8     | Bienve 30eRamsay 73e | (1 - 1) | 43e Ugarte | Arbitrage : Mick John Pineda | Arbitrage : Mick John Pineda |

#### Match pour la troisième place
| 15 décembre 2017 | Meralco Manille       | 3 - 1   | Kaya FC   | Stade Rizal Memorial, Manille |  |
| 21:00 UTC+8      | Cañas 3eDizon 15e 23e | (3 - 0) | 58e Bedic |                               |  |

#### Finale
| 16 décembre 2017 | Ceres-Negros                | 4 - 1   | Global Cebu | Stade Panaad, Bacolod                          |                                                |
| 18:00 UTC+8      | Bienve 4eRamsay 19e 27e 60e | (3 - 0) | 88e Roberts | Spectateurs : 2 553 Arbitrage : Suhaizi Shukri | Spectateurs : 2 553 Arbitrage : Suhaizi Shukri |